# Бухарин, Олег Валерьевич
Оле́г Вале́рьевич Буха́рин (род. 16 сентября 1937 года, г. Челябинск) — советский и российский микробиолог. Академик РАН (2011; член-корреспондент с 1997) и РАМН (2000; член-корреспондент с 1997). Заслуженный деятель науки РСФСР (1979).

## Биография
Олег Валерьевич Бухарин родился 16 сентября 1937 года в г. Челябинске. Отец, Бухарин Валерий Иванович (1907—1945). Мать, Астафьева Вера Ивановна (1913—1985).
В 1960 году окончил Челябинский медицинский институт. По окончании института работал там же — ассистентом кафедры Микробиологии. С 1968 года — зав. кафедрой микробиологии. В 1977—1980 годах — ректор Оренбургского медицинского института. Работал в отделе персистенции микроорганизмов УрО РАН (Институт клеточного и внутриклеточного симбиоза УрО РАН, г. Оренбург). С 1997 по 2012 годы — директор института клеточного и внутриклеточного симбиоза УрО РАН (г. Оренбург).
Учениками О. В. Бухарина являются 30 докторов и 118 кандидатов наук.

## Область научных интересов
Проблемы адаптации микроорганизмов (бактериальной персистенции).

## Награды, премии, почётные звания
- Заслуженный деятель науки РСФСР (1979)
- Орден «За заслуги перед Отечеством» III степени (2021)
- Орден «За заслуги перед Отечеством» IV степени (2003)
- Орден Почёта (1996)[2]
- Премия РАМН по микробиологии имени В. Д. Тимакова
- Премия РАН по биологии имени И. И. Мечникова
- Премия Правительства Российской Федерации в области науки и техники за 2003[3] и за 2010 год[4]
- Награды Народной республики Болгария: «100 лет со дня рождения Г. Димитрова» (1982) и «100 лет освобождения Болгарии от османского ига» (1978).

## Труды
Олег Валерьевич Бухарин — автор 470 научных статей, 19 монографий и 115 авторских свидетельств и патентов РФ.
- Бухарин О. В., Васильев Н. В. Лизоцим и его роль в биологии и медицине / Том. мед. ин-т. — Томск: Изд-во Том. ун-та, 1974. — 209 с.
- Бактерионосительство. Екатеринбург, 1996 (в соавт.);
- Бухарин О. В., Литвин В. Ю. Патогенные бактерии в природных экосистемах / Рос. акад. наук, Урал. отд-ние. — Екатеринбург: Ин-т клеточ. и внутриклеточ. симбиоза, 1997. — 276 с. — ISBN 5-7691-0720-0.
- Бухарин О. В., Бондаренко В. М., Малеев В. В. Шигеллы и шигеллезы / Под ред. акад. РАМН А. А. Воробьева. — Екатеринбург: УрО РАН, 2003. — 180 с. — 1000 экз. — ISBN 5-7691-1420-7.